# Kraemeriidae
I Kraemeriidae sono una famiglia di pesci ossei marini e, con poche specie, d'acqua salmastra e dolce dell'ordine Perciformes.

## Distribuzione e habitat
La famiglia è endemica dell'Indo-Pacifico a est fino alle Hawaii. Popolano fondi sabbiosi in acque molto basse. Poche specie si spingono in acque salmastre e alcune vivono perennemente in acqua dolce.

## Descrizione
Questi piccoli pesci hanno il corpo allungato e privo di scaglie, occhi piccoli e mandibola massiccia. La pinna dorsale (unica) e la pinna anale sono lunghe ma non si uniscono alla pinna caudale. La pinna dorsale porta alcuni raggi spinosi morbidi nella parte iniziale. Le pinne ventrali sono separate ed hanno una spina. La lingua è divisa in due lobi.
Sono pesci molto piccoli, 6 cm è la taglia massima ma normalmente si incontrano esemplari sui 4 cm.

## Biologia
Molte specie si infossano nella sabbia tenendo solo la testa fuori.

## Specie
- Genere Gobitrichinotus
  - Gobitrichinotus arnoulti
  - Gobitrichinotus radiocularis
- Genere Kraemeria
  - Kraemeria bryani
  - Kraemeria cunicularia
  - Kraemeria galatheaensis
  - Kraemeria merensis
  - Kraemeria nuda
  - Kraemeria samoensis
  - Kraemeria tongaensis[2]